# صادق‌آباد (قطرویه)
صادق‌آباد یک روستا در ایران است که در دهستان قطرویه شهرستان نی‌ریز واقع شده‌است.